# Fiodor Goloubtsov

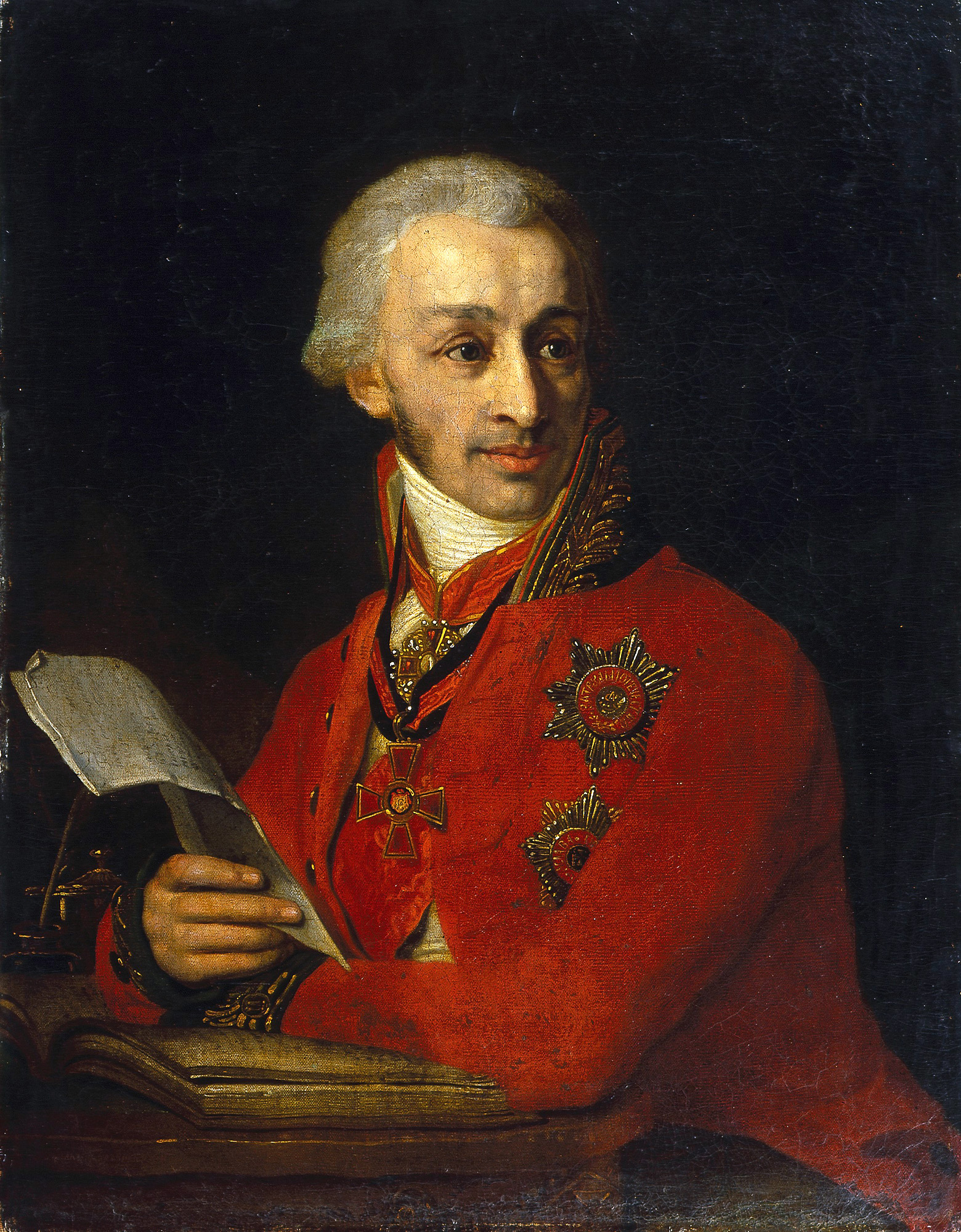

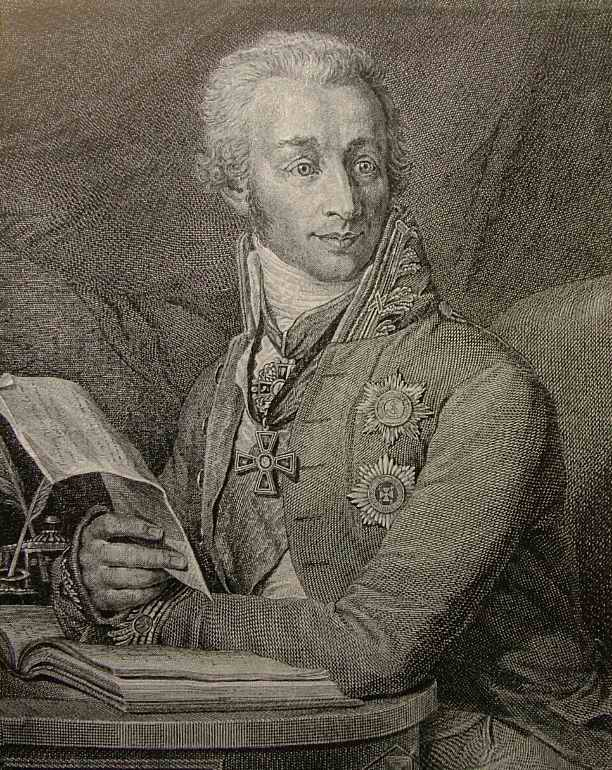
Fiodor Aleksandrovitch Goloubtsov

Fiodor Aleksandrovitch Goloubtsov, né le 23 décembre 1758 et mort le 1er mars 1829 à Volgovo, près de Saint-Pétersbourg, est un homme politique russe. Il est ministre des Finances du 26 août 1807 au 1er janvier 1810.